# Tony Darrow
Tony Darrow (* 23. Dezember 1938 als Anthony Borgese in Brooklyn, New York City, USA) ist ein italo-US-amerikanischer Schauspieler.

## Leben
Tony wuchs in einem armen Viertel im Osten von Brooklyn auf und hatte schon als Kind eine hervorragende Gesangsstimme. Als Teenager nahm er an einigen Talentshows teil und gewann dort auch Preise, während er in verschiedenen Gelegenheitsjobs arbeitete. Seit 1981 arbeitete er erfolgreich als bekannter Nachtclub-Akteur.
Nachdem er zehn Jahre Gesangsauftritte in Nachtclubs hatte, bekam er eine Rolle im Trashfilm Street Trash angeboten und sagte zu. Dort spielte er die Rolle des lustigen Gangsters Nick Duran. Nachdem Martin Scorsese seine Darstellung in Street Trash gesehen hatte, lud er ihn zum Vorsprechen für eine Rolle in seinem Film GoodFellas – Drei Jahrzehnte in der Mafia ein. Das Vorsprechen erwies sich als lohnend, weil er für eine kurze Rolle als Sonny Bunz im Film besetzt wurde. Danach spielte er in mehreren Woody-Allen-Filmen mit, wie zum Beispiel Bullets Over Broadway, Geliebte Aphrodite, Harry außer sich, Sweet and Lowdown und Schmalspurganoven. 1999 bekam er eine größere Rolle im Film Reine Nervensache neben Robert De Niro und Billy Crystal. Ebenfalls einen größeren Auftritt erhielt er in einigen Folgen der Fernsehserie Die Sopranos als Gangster Larry Boy Barese.
Im Juni 2009 wurde Darrow wegen Erpressung angeklagt. 2004 hatte er gemeinsam mit einem Soldato der Gambino-Familie namens  Joseph „Joey Boy“ Orlando und dem Associate Giovanni „Johnny“ Monteleone einen Mann bedroht und erpresst, der einem Kredithai Geld schuldete. Darrow bekannte sich schuldig und erhielt dafür 2011 eine 33-monatige Haftstrafe.

## Filmografie (Auswahl)
- 1987: Street Trash
- 1990: GoodFellas – Drei Jahrzehnte in der Mafia (Goodfellas)
- 1991: Downtown Cop / Downtown Detective – Lizenz zum Sterben (The Good Policeman)
- 1991–2002: Law & Order (Fernsehserie, 3 Folgen, verschiedene Rollen)
- 1992: Go Trabi Go 2 – Das war der wilde Osten
- 1992: In den Fängen der Macht – Power Play (Teamster Boss: The Jackie Presser Story, Fernsehfilm)
- 1994: Männer lügen (Men Lie)
- 1994: Bullets Over Broadway
- 1994: Ein heißer Job (Who Do I Gotta Kill?)
- 1994: New York Undercover (Fernsehserie, Folge 1x05)
- 1995: Geliebte Aphrodite (Mighty Aphrodite)
- 1996: On Seventh Avenue (Fernsehfilm)
- 1996: Protector – Das Recht im Visier (Swift Justice, Fernsehserie, 6 Folgen)
- 1997: Harry außer sich (Deconstructing Harry)
- 1997: The North End
- 1998: Celebrity – Schön. Reich. Berühmt. (Celebrity)
- 1999: Reine Nervensache (Analyze This)
- 1999: Mickey Blue Eyes
- 1999: Sweet and Lowdown
- 1999–2007: Die Sopranos (The Sopranos, Fernsehserie, 17 Folgen)
- 2000: Schmalspurganoven (Small Time Crooks)
- 2003: Last Laugh (Fernsehfilm)
- 2003: Crooked Lines
- 2005: Searching for Bobby D
- 2008: Lynch Mob
- 2011: Bulletproof Gangster (Kill the Irishman)
- 2012: Person of Interest (Fernsehserie, Folge 1x19)
- 2013: Once Upon a Time in Brooklyn (Goat)
- 2019: The Brawler
- 2021–2023: Gravesend (Fernsehserie, 6 Folgen)